# Аніта Міллер (хокеїстка на траві)
Аніта Міллер (англ. Anita Miller, 14 травня 1951) — американська хокеїстка на траві.
Бронзова призерка Олімпійських Ігор 1984 року.